# Kosmogonías
Kosmogonías es el título del quinto disco de Berrogüetto, álbum publicado en 2010 que presentó la novedad de ser el primero en el que la formación contó con Xabier Díaz como cantante, que ya había colaborado con ellos en Hepta (2001).
Este quinto trabajo de Berrogüetto continuaba con la senda trazada por el grupo desde su primer disco, Navicularia, mezclando la tradición musical gallega con la experimentación más contemporánea. Según Anxo Pintos, el disco fue "un trabajo suficientemente maduro pero, al mismo tiempo, un planeta sonoro a suficiente distancia de los otros planetas de Berrogüetto". Compuesto por once canciones, Kosmogonías supone una colección de sonidos orgánicos, un trabajo delicado donde se plasma el alma de Berrogüetto a través de su especial concepción musical. En este disco se encuentran las colaboraciones de escritores como Rosa Aneiros o Manuel Rivas, quien tras un concierto de Berrogüetto, envió al grupo su poema Alalá, (A desaparición da neve, Alfaguara 2009), transformado en letra para la canción Alalá da noite.

## Lista de canciones
| Kosmogonías |                    |          |  |
| N.º         | Título             | Duración |  |
| 1.          | «Alalá da Noite»   | 4:34     |  |
| 2.          | «Astrea»           | 2:20     |  |
| 3.          | «Igneominea»       | 4:24     |  |
| 4.          | «Líridas de abril» | 4:20     |  |
| 5.          | «Planeta Can»      | 5:06     |  |
| 6.          | «Cantar de Camiño» | 4:54     |  |
| 7.          | «Nadir»            | 4:41     |  |
| 8.          | «Meirol»           | 4:24     |  |
| 9.          | «Ataque de Jota»   | 5:04     |  |
| 10.         | «Caneta de Poeta»  | 4:30     |  |
| 11.         | «Esfericantus»     | 4:33     |  |
| 46:10       |                    |          |  |